# Kerry Island
Kerry Island ist eine kleine Insel vor der Mawson-Küste des ostantarktischen Mac-Robertson-Lands. In der Gruppe der Flat Islands liegt sie 3 km nordwestlich der Mawson-Station in unmittelbarer Nachbarschaft zu Jongens Island.
Das Antarctic Names Committee of Australia benannte sie 2009 nach Knowles Kerry, dem leitenden Wissenschaftler im Meeresbiologie-Programm der Australian National Antarctic Research Expeditions.